# Гадже за 5 минути
„Гадже за 5 минути“ (на английски: Nick & Norah's Infinite Playlist) е американска романтична трагикомедия от 2008 г. на режисьора Питър Солет, по сценарий на Лорен Скафария и е базиран на едноименния роман на Рейчъл Кон и Дейвид Левитан. Във филма участват Майкъл Сера, Кат Денингс, Алексис Дзиена, Ари Грейнър, Арън Ю и Джей Барушел.